# Carson Ellis

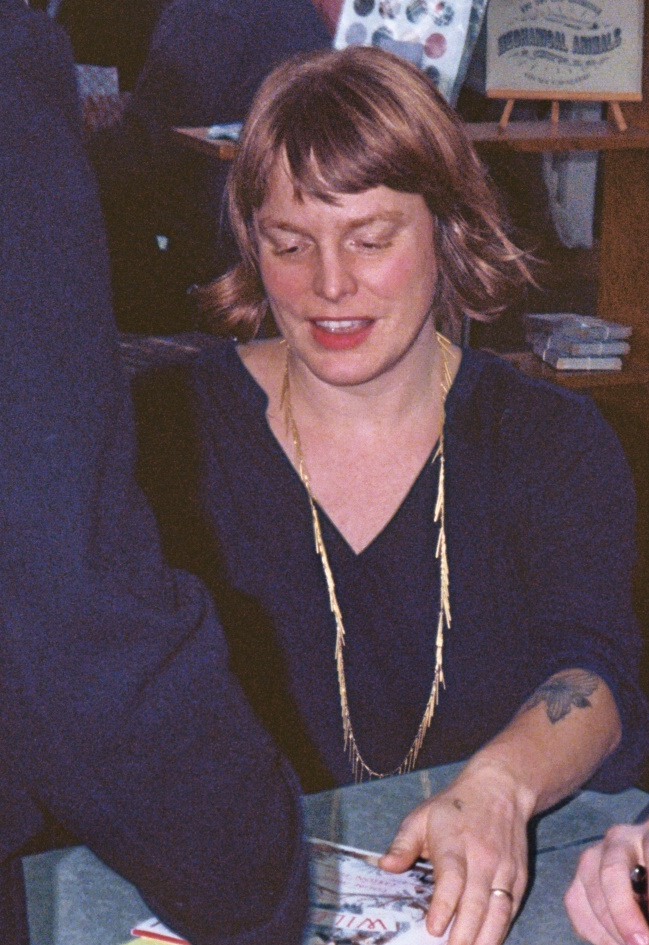
Carson Ellis in 2011

Carson Friedman Ellis (Vancouver, 5 oktober 1975) is een Amerikaanse kunstenares uit de Amerikaanse stad Portland. Ze staat bekend om de typische lijnen en contrasterende kleuren in haar werken.
Ellis groeide op in New New York, een wijk in New York. In 1998 studeerde Ellis af op schilderen aan de Universiteit van Montana en vanaf dat moment mocht ze zich officieel BFA (Bachelor of Arts, de Amerikaanse versie van BA) noemen. Ze ging samen met haar vriend, The Decemberists' zanger Colin Meloy, samenwonen in Portland en begon ze met het schilderen in opdracht. Ellis' grootste klant was de indieband The Decemberists, die haar stijl tot huismerk adopteerden en inmiddels (oktober 2006) hun website en de covers van hun 4 cd's en 5 singles door Ellis hebben laten ontwerpen. Ook andere rockartiesten hebben zich door haar laten bedienen; Voor het album Make Believe van Weezer droeg ze bij aan de liner notes en de covers van de beide solo-albums van haar man Colin Meloy zijn door Ellis ontworpen. Bovendien verkoopt ze losse kunstwerken via de Motel Gallery, een galerie in Portland.
Op 24 februari 2006 beviel Carson Ellis van haar eerste kind.